# Jeffrey Nicholas Brown
Jeffrey Nicholas Brown (* 29. August 1975 in Evanston, Illinois) ist ein US-amerikanischer Schauspieler und Synchronsprecher.

## Leben
Brown machte seine Schauspiel-Ausbildung in der DePaul University. Seit Ende der 1990er Jahre tritt er in Filmen und Serien auf. Ab 2008 spielte er „Corbett Stackhouse“ in der Serie True Blood. Ab 2012 lieh er dem Spielzeug-Dinosaurier „Bronty“ seine Stimme in der Animationsserie Doc McStuffins, Spielzeugärztin. Von 2014 bis 2020 verkörperte er Mr. Hart in der Jugend-Sitcom Henry Danger.
Er heiratete 2008 die Schauspielerin Jennifer Carter.

## Filmografie
- 2004–2005: Arrested Development (Fernsehserie, 2 Folgen)
- 2006: Visions – Die dunkle Gabe (Danika)
- 2006: Fifty Pills
- 2008–2013: True Blood (Fernsehserie, 8 Folgen)
- 2012–2018: Doc McStuffins, Spielzeugärztin (Animationsserie, Stimme, 33 Folgen)
- 2014–2020: Henry Danger (Fernsehserie, 70 Folgen)
- 2021: Danger Force (Fernsehserie, 1 Folge)